# Malia Hosaka
Malia Hosaka (Honolulu, 7 ottobre 1969) è una wrestler statunitense.
È una ex NWA World Women's Champion che ha lavorato per innumerevoli federazioni tra le quali la LPWA, Extreme Championship Wrestling, World Championship Wrestling, World Wrestling Federation e attualmente lavora per la promotion tutta al femminile della SHIMMER.

## Carriera

### LPWA, ECW, WCW, WWF e TNA
Malia Hosaka lottava regolarmente per la Ladies Professional Wrestling Association. Il 13 febbraio 1992 ha fatto coppia con Bambi sfidando le LPWA Tag Team Champions, le Glamour Girls all'evento in pay-per-view LPWA Super Ladies Showdown.
Ha sostituito Madusa all'evento November to Remember della Extreme Championship Wrestling il 13 novembre 1993 e ha lottato contro Sherri Martel.
Malia si è poi aggregata alla World Championship Wrestling nel 1996 e ha lottato per la loro appena formata divisione femminile. Ha lottato nel torneo per decretare la prima WCW Women's Champion ma è stata eliminata da Zero. Durante il suo tempo in WCW era accompagnata dal Manager Sonny Onoo e lottava solitamente a WCW Monday Nitro e WCW Saturday Night contro Madusa, Leilani Kai e la WCW Women's Champion Akira Hokuto. Nel 1997 ha lottato nel torneo per decretare la prima WCW Women's Cruiserweight Champion ed è stata sconfitta nelle finali da Toshie Uematsu.
Nel 1998 Malia è diventata una due volte New Dimension Wrestling Women's Champion. Ha sconfitto Debbie Combs per la cintura il 7 agosto ma l'ha persa contro Starla Saxtondue settimane dopo. La notte successiva Malia ha sconfitto Starla diventando nuovamente la campionessa. Ha avuto la cintura per approssimativamente un mese e mezzo fino a quando non l'ha persa contro la Foxy Lady il 9 novembre 1998. Malia ha lottato contro la Saxton in match registrati per WCW Pro il 16 maggio 1998 e WCW WorldWide il 19 settembre 1998 e il 26 dicembre 1998.
È anche apparsa nel 1999 a Raw is War come una fan che ha accettato la sfida di Ivory per il WWF Women's Championship ma invece è stata attaccata da Nicole Bass e Ivory fino a quando il capo della sicurezza WWF Jim Dotson non le ha fermate. Siccome è stata immediatamente riconosciuta per le sue apparizioni in WCW l'idea del personaggio alla "Rocky Balboa" per Malia è stato scartato. WWF l'ha tenuta sotto contrattoo per un anno prima di rilasciarla a causa di mancanza di idee per personaggi.
Il 18 giugno 2003 Malia ha lottato nella Total Nonstop Action Wrestling ed è stata sconfitta da Trinity.

### SHIMMER Women Athletes

#### The Experience
Malia Hosaka ha debuttato nella federazione tutta al femminile della SHIMMER Women Athletes il 12 febbraio 2006, nel Volume 3, dove ha lottato con l'altra debuttante Lorelei Lee, che ha ottenuto la vittoria con un Oklahoma Roll. Nel post match tuttavia Malia Hosaka ha continuato ad assalire la Lee ed è sopraggiunta Lexie Fyfe ad aiutarla. Cindy Rogers è intervenuta però a favore di Lorelei, equilibrando la situazione. Nel Volume 4 Lexie Fyfe e Malia Hosaka hanno fatto coppia contro Cindy Rogers e Lorelei Lee ottenendo la vittoria con un Double Gourdbuster sulla Lee. Le due hanno continuato a fare coppia insieme e dopo la vittoria nel Volume 5 contro la Portuguese Princess Ariel e Josie hanno deciso di battezzare il loro team come "Experience". Nel Volume 6 hanno lottato in un Six-Women Tag Team Match facendo coppia con Amazing Kong e sconfiggendo il team di Ariel, Josie e Cindy Rogers. Le due hanno iniziato una winning streak che è continuata anche nel Volume 7 dove hanno sconfitto il team di Serena Deeb e la debuttante Portia Perez. Nel Volume 8 Malia ha lottato il suo secondo match in singolo in SHIMMER perdendo contro Nikki Roxx. Nel Volume 8 sono poi state sfidate da Allison Danger ad un tag team match per il Volume successivo dove lei avrebbe fatto coppia con Cindy Rogers. Nel Volume 9 Malia Hosaka e Lexie Fyfe hanno avuto la loro quinta vittoria sconfiggendo Allison Danger e Cindy Rogers. Nel Volume 10 Malia Hosaka ha poi lottato in un Four Corner Survival vinto da Rain e che ha visto anche coinvolte Alexa Thatcher e Josie. Nel post match Malia ha continuato a lottare con Josie, spingendola anche contro il guardrail. Il 1º Giugno 2007 è iniziato il torneo valido per lo SHIMMER Championship ed entrambi i membri dell'Experience vi hanno preso parte. Malia Hosaka è riuscita a sottomettere Allison Danger nel primo turno del torneo con il Figure Four Leg Lock ottenendo anche la sua prima vittoria in singolo. È stata tuttavia sconfitta da Daizee Haze nel secondo turno. Nel Volume 12, dopo ben 5 match in coppia vinti, è stata abbattuta la winning streak dell'Experience quando MsChif e Cheerleader Melissa, accompagnati al ring da Daffney, sono riusciti ad ottenere la vittoria. Nel Volume 13 Malia si è riscattata ottenendo una vittoria pulita su Josie.
Nel Volume 14 è stata sconfitta in singolo da Serena Deeb con uno Spear. L'Experience ha poi ripreso la sua winning streak sconfiggendo il team di MsChif e Daffney e Serena Deeb e Allison Danger, rispettivamente nel Volume 15 e 16. Si sono poi portate a quota quattro sconfiggendo anche il team di Ashley Lane e Nevaeh nel Volume 17 e Jennifer Blake e Danyah nel Volume 18. Dopo aver saltato i due volumi successivi Malia Hosaka e Lexie Fyfe hanno fatto ritorno nel Volume 21 dove hanno preso parte al Gauntlet Match per decretare le prime SHIMMER Tag Team Champions. Nonostante siano entrate per ultime sono state eliminate dal team di Ashley Lane e Nevaeh che sono così diventate le prime campionesse. Nel Volume 22 hanno però ottenuto una vittoria contro le Pink Ladies (Madison Eagles e Jessie McKay). Nel Volume 24 hanno sconfitto il team della debuttante Rayna Von Tash e la rookie Tenille. Nuovamente sono state sconfitte per la terza volta in SHIMMER dal team di Nikki Roxx e Ariel, questa volta nel Volume 26.

#### Competizione singola
Da allora Lexie Fyfe non è più apparsa in SHIMMER a causa di una gravidanza e Malia Hosaka ha deciso quindi di focalizzarsi sulla sua carriera in singolo. Nel Volume 27 ha ottenuto infatti un'altra vittoria in singolo schienando Tenille mentre nel Volume 28 è stata sconfitta da Ariel. Entrambi i match erano l'opening dello show. È ritornata alla vittoria nuovamente nel Volume 30 dove ha schienato la debuttante Leva Bates sempre nell'opening della serata. Ha poi fronteggiato nuovamente la rookie Rayna Von Tash nel Volume 31, questa volta in singolo e nuovamente la vittoria è andata alla Hosaka. Nel Volume 32 è stata sorpresa da una vittoria improvvisa di Jamilia Craft, un'altra allieva della scuola di wrestling di Daizee Haze.

### Circuito Indipendente
Il 28 agosto 1998 Malia Hosaka ha fronteggiato Starla Saxton che sarebbe poi diventata famosa come Molly Holly in WWE, in un bar della Florida. Il match era il women's championship della New Dimension Wrestling che Malia aveva perso contro Starla il giorno prima.
Nel 1999 Malia ha lottato con la sua rivale più storica, Brandi Alexander, in un non-title match a Tulelake, California, per la promotion di Rob Russen, la IWA Florida. È stata introdotta come la IWA Women's World Champion ma non aveva la cintura con lei. Il suo math è ora su YouTube e MySpaceTV. Nel 2005 Malia è apparsa alla "Wrestle Reunion" in un 8-woman tag team match facendo coppia con Wendi Richter, Bambi e Jenny Taylor contro Sherri Martel, Peggy Lee Leather, Krissy Vaine e Amber O'Neal.
Il 4 luglio 2009, allo show della United States Championship Wrestling "Summerbash 2009" al Baker County Fairgrounds a Macclenny, Florida, Malia ha vinto il vacante United States Championship Wrestling Women's Championship sconfiggendo Amber O'Neal nelle finali del torneo per lo stesso titolo vincendo il match per schienamento.
Malia Hosaka è stata derubata di una vittoria il 16 gennaio 2010 all'evento "Throwdown in Downtown II" al centro Fort Smith Event. Lottando con Athena "The Wrestling Goddess" con arbitro speciale Dennis McCaslin (un impiegato al Forth Smith Radio Group, che promuoveva l'evento), Malia ha domintato il match. Dopo diverse confrontazioni tra Malia e l'arbitro speciale ha provato ad eseguire un Bodyslam su Athena ma è stata spinta da dietro da McCaslin ed è stata conteggiata rapidamente.
Dopo il match ha attaccato l'arbitro, includendo calci alla parte bassa ed è dovuta essere bloccata da tre veri arbitri all'evento per essere calmata.

## Nel wrestling
- Finishing moves
  - Frankensteiner[1][7][23][24]
  - Elevated Double Chickenwing Facebuster
  - Figure Four Leg Lock[1][25]
  - Canadian Backbreaker
- Signature moves
  - Diving crossbody[26]
  - Double leg drop[24]
  - Flying forearm smash[24][26]
  - Inverted DDT[24]
  - Inverted suplex slam[23]
  - Hurricanrana
  - Leaping clothesline[24]
  - Mongolian chop
  - Monkey flip
  - The Moolah Whip[25]
  - Diverse varianti di calci
    - Roundhouse[24]
    - Shoot[25]
    - Spin[24][26]

  - Running splash
  - Stomach claw[23]
  - Swinging neckbreaker[7]
  - Victory roll
- Con Lexie Fyfe
  - Finishing moves
    - Double inverted suplex slam

  - Signature moves
    - Double clothesline
    - Double hip toss
    - Boston crab / Seated chinlock combo
- Managers
  - Sonny Onoo[25]
  - Evil Zebra

## Championships and accomplishments
- IWA (Louisiana)
  - IWA Women's Championship (1 volta)[1]
- National Wrestling Alliance
  - NWA World Women's Championship (1 volta)[1]
- New Dimension Wrestling
  - NDW Women's Championship (2 volte)[6]
- Pro Wrestling Illustrated
  - PWI ranked her # 35 of the best 50 female singles wrestlers in the PWI Female 50 in 2008.[27]
- Tulalip Championship Wrestling
  - TCW Women's Championship (1 volta, prima, attuale)
- United States Championship Wrestling
  - USCW Women's Championship (1 volta)[1]
- World League Wrestling
  - WLW Ladies Championship (2 volte)[1]
- WWOW/LMLW (Florida)
  - WWOW/LMLW Junior Championship (1 volta)[1]